# 信息调查部
信息调查部（英語：Information Research Department）是英国外交部的一个部门，由克里斯托弗·梅休于1948年成立，以对抗苏联的宣传和渗透，尤其是在西方工人运动中的渗透。尽管该部门的存在是保密的，但由于盖伊·伯吉斯在1948年被送往信息调查部任职两个月，而被梅休以“肮脏，醉酒和怠工”解雇，苏联才意识到其存在。